# Clusia poeppigiana
Clusia poeppigiana är en tvåhjärtbladig växtart som beskrevs av Adolf Engler. Clusia poeppigiana ingår i släktet Clusia och familjen Clusiaceae. Inga underarter finns listade i Catalogue of Life.